# Сливченко Вадим Миколайович
Вадим Миколайович Сливченко (28 березня 1970, м. Харків СРСР) — український хокеїст, нападник.

## Біографія
Вихованець харківського хокею. З 1989 гравець київського «Сокола». З 1992 по 1996 виступав за американські клуби нижчих ліг США. Три сезони (1996 - 1999) захищає кольори австрійського Вінер ЕВ, у складі команди срібний призер чемпіонату 1999. 
У сезоні 1999/2000 виступав у Швеції в складі місцевого клубу «Фер'єстад».
З сезону 2000—2001 захищає кольори команди «Швеннінгер ЕРК Вайлд Вінгс». Фактично до завершення кар'єри продовжує виступи в Німеччині, зокрема у складі «Франкфурт Ліонс» та «Крефельд Пінгвін». 
Завершив свою кар'єру в 2008.
Виступав у складі національної збірної України на чемпіонатах світу 1999 та 2001, а також Олімпійських іграх 2002.
Після завершення кар'єри гравця, проживає в США, де має свій власний бізнес.